# 布拉德·戴维森
布拉德·戴维森（英語：Brad Davidson，1974年5月17日—），澳大利亚男子篮球运动员，场上位置是控球后卫。他曾代表澳大利亚国家队参加2006年英联邦运动会篮球比赛，获得一枚金牌。